# 圣十字教堂 (波尔多)

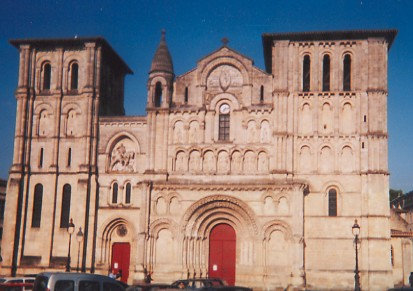
圣十字教堂

圣十字教堂（Église Sainte-Croix）是法国南部城市波尔多的一座修道院教堂。
圣十字教堂属于一座创建于7世纪的本笃会修道院，教堂兴建于11世纪后期和12世纪。立面为罗曼式建筑风格。
这个教堂有一个中央走道，四个侧廊，和多边形的后殿。中央走道长39米，而后殿高15.3米。著名的管风琴是18世纪的。
19世纪教堂重建。过去的本笃会修道院目前设有波尔多美术学院（École des beaux-arts de Bordeaux）。
1840年，圣十字教堂被列为法国历史古迹。
44°49′52″N 0°33′40″W / 44.83111°N 0.56111°W